# Sloveense Academie van Wetenschappen en Kunsten
De Sloveense Academie van Wetenschappen en Kunsten (Sloveens: Slovenska akademija znanosti in umetnosti, SAZU) is de nationale academie van Slovenië, die zich bezighoudt met de wetenschap en de kunsten. De organisatie brengt de beste Sloveense wetenschappers en kunstenaars samen als leden van de academie.
De huidige voorzitter is Tadej Bajd.

## Geschiedenis
SAZU werd opgericht in 1938. Oorspronkelijk droeg het de naam Academie van Wetenschappen en Kunsten (AZU). Door de inspanningen van Milan Vidmar werd het epitheton Sloveens toegevoegd aan de naam. Dit gebeurde in 1943 met een decreet, dat uitgevaardigd werd door Leon Rupnik, de burgemeester van Ljubljana tijdens de Italiaans bezetting van Slovenië.
In 1945 hernoemde de nationale regering van Slovenië, onder leiding van Boris Kidrič, de academie terug als Academie van Wetenschappen en Kunsten. France Kidrič, een literatuurhistoricus, werd verkozen als voorzitter. In 1948 werd hij nogmaals verkozen voor een tweede ambtstermijn. De academie kreeg terug de naam de Sloveense Academie van Wetenschappen en Kunsten, maar verloor veel autonomie. Door een nieuwe wet raakte het zijn leden kwijt en 30 dagen later hield de organisatie op te bestaan. In 1949 werd de wet gewijzigd. Niet enkel wetenschappers of kunstenaars konden daarna lid worden, maar ook mensen die daden van bijzondere betekenis verricht hadden, konden zich aansluiten. Zo werden Josip Broz Tito en Edvard Kardelj ereleden. Leden die een aanzienlijke invloed hadden op de ontwikkeling van de organisatie waren Boris Kidrič, Josip Vidmar en Boris Ziherl.
In 1946 werd het Instituut voor Natuurkunde opgericht, in overeenstemming met het Sovjet-schema van ontwikkeling. Daarna was het de beurt aan het Instituut voor Chemie en 4 jaar later ontstond het Instituut voor Elektrische Economie. Ondanks dit alles bleven de humanistiek, de sociale wetenschappen en de klassieke natuurgeschiedenis de dominerende onderzoeksvelden. In 1950 waren er tien instituten, waaronder ook het Instituut van de Sloveense taal en het Instituut van Literatuur, één raad van bestuur en één commissie. Op dat moment was de academie verdeeld in 5 categorieën. Een categorie voor de historische en sociale wetenschappen, eentje voor de filologische en literaire wetenschappen, een groep voor de wiskundig-fysische en technische wetenschappen, een klasse voor natuurgeschiedenis en geneeskunde en een categorie voor kunst. De samenstelling nu is vergelijkbaar met die van 1950. In 1995 trad SAZU toe tot de Europese wetenschappelijke stichting, waar het de dag van vandaag nog steeds lid van is.

## Geschiedenis gebouw
Het Lontovž (landhuis) gebouw waarin SAZU gevestigd is, werd gebouwd in 1467. De aardbeving van 1511 beschadigde het gebouw aanzienlijk en in 1524 werd het door een brand volledig verwoest. Het pand werd opnieuw gebouwd gedurende de jaren 1585-1588 en in de 18de eeuw werd het nogmaals hersteld door Jožef Schemerl. Lovrenc Prager ontwierp de klassieke poort met dubbele kolommen aan beide kanten van de dubbele deur. In 1895 werd het gebouw opnieuw beschadigd door een aardbeving en moesten er nogmaals herstellingen uitgevoerd worden. Ten slotte werd het in 1948 gerenoveerd door de architect Janko Omahen. Tijdens de renovatie werd er in de achtertuin een grote ontdekking gedaan. Men vond een begraafplaats uit de 11de of 12de eeuw voor Christus met 323 urnen.
Oorspronkelijk bewoonde de adel in de 17de en de 18de eeuw dit gebouw en werden er verschillende theatervoorstellingen, opera’s en komedies in opgevoerd. In 1903 was het Lontovž gebouw het kwartier voor de landbouwmaatschappij en in 1938 werd het pand het hoofdkwartier voor de Sloveense Academie van Wetenschappen en Kunsten.

## Culturele betekenis
De Sloveense Academie van Wetenschappen en Kunsten werd opgericht in 1938 en is het nationaal instituut voor wetenschap en kunsten. De organisatie brengt belangrijke wetenschappers en kunstenaars samen. De leden worden namelijk verkozen op basis van hun opmerkelijke prestaties op het gebied van wetenschap en kunst. SAZU cultiveert, stimuleert en promoot de wetenschappen en de kunsten. Door hun activiteiten draagt de organisatie bij tot de ontwikkeling van het wetenschappelijk denken en van de creativiteit in de kunsten. Dit doen ze door fundamentele vragen van de wetenschap en de kunst te onderzoeken, door onderzoekswerk te organiseren in samenwerking met universiteiten en andere onderzoeksinstellingen, door de internationale samenwerking op het gebied van wetenschappen en kunsten verder te ontwikkelen,… Zo is SAZU onder andere verbonden met de Koninklijke Nederlandse Akademie van Wetenschappen.

## Leiderschap
De voorzitter, momenteel Tadej Bajd, de twee vicepresidenten, de secretarisgeneraal en de secretarissen van de verschillende categorieën worden verkozen voor een periode van drie jaar. De mogelijkheid bestaat om daarna nogmaals herverkozen te worden voor een nieuwe ambtsperiode van drie jaar.
Op dit moment heeft SAZU 80 volwaardige en 9 geassocieerde leden. Daarnaast kan de organisatie maximaal 90 corresponderende leden, met buitenlandse wetenschappelijk instituties, hebben. Momenteel heeft het er 71.
De organisatie is actief in verschillende onderzoeksvelden. Er zijn zes verschillende categorieën. De categorie Historische en Sociale Wetenschappen heeft 13 volwaardige leden, 2 geassocieerde en 15 corresponderende leden. De afdeling Filologische en Literaire Wetenschappen heeft 12 volwaardige en 12 corresponderende leden. De sectie Wiskundige, Fysische, Chemische en Technische Wetenschappen beschikt over 20 volwaardige leden, 1 geassocieerd lid en 16 buitenlandse leden. De Natuurwetenschappelijke klasse bevat 9 volwaardige, 3 geassocieerde en 10 corresponderende leden. De Kunstenafdeling bezit 17 volwaardige leden, 1 geassocieerd lid en 10 buitenlandse leden. En ten slotte beschikt de Geneeskundige categorie over 9 volwaardige, 2 geassocieerde en 8 corresponderende leden.
Naast bovenstaande categorieën heeft SAZU nog 18 onderzoeksinstituten. Alle instituten functioneren autonoom, maar vallen onder de algemene leiding van het Academisch Onderzoekscentrum (Sloveens: Znanstvenoraziskovalni center, ZRC) van SAZU.
SAZU beschikt ook over een aantal speciale eenheden, zoals het Departement voor Internationale Betrekkingen en Wetenschappelijke Coördinatie en de SAZU Bibliotheek. De SAZU bibliotheek is de op twee na grootste bibliotheek in Slovenië. De bibliotheek wisselt vaak publicaties uit met wetenschappelijke instituties over de hele wereld.